# Crella schottlaenderi
Crella schottlaenderi är en svampdjursart som först beskrevs av Arndt 1913.  Crella schottlaenderi ingår i släktet Crella och familjen Crellidae.
Artens utbredningsområde är Norge. Arten är reproducerande i Sverige. Inga underarter finns listade i Catalogue of Life.